# Siempre Selena
Siempre Selena è un album di remix della cantante statunitense Selena, pubblicato postumo nel 1996.

## Tracce
1. Siempre hace frio
2. Only Love
3. Soy amiga
4. Como quisera
5. A Million to One
6. Costumbres
7. Cien años
8. Tú robaste mi corazón (feat. Pete Astudillo)
9. Ya no
10. No quiero saber